# Zumpano
Zumpano va ser un grup canadenc d'indie rock de la dècada dels 90.
El grup, l'estil power pop del qual recordava el de contemporanis seus com Sloan i The Super Friendz, estava format pel cantant i guitarrista Carl Newman, el teclista Michael Ledwidge, el baixista Stefan Niemann i el bateria Jason Zumpano.
La banda es va formar l'any 1992, després que Zumpano i Ledwidge dissolguessin el seu grup 'Glee' en considerar-lo "artísticament impur", tot i que començava a gaudir d'un cert èxit.
El grup va signar per Sub Pop Records el 1994, al mateix temps que Eric's Trip, Jale i The Hardship Post, com a part de la fugida del segell del grunge rock pur, i hi van publicar dos discos abans de separar-se. Newman va ressorgir l'any 2000 amb The New Pornographers, i Jason Zumpano va formar el grup Sparrow el 2003 i Attics and Cellars el 2007.

## Discografia
- Look What the Rookie Did (1995)
- Goin' Through Changes (1996)